# 语义角色标注
在自然語言處理中，语义角色标注 (英語：Semantic Role Labeling，SRL) 是一种浅层的语义分析技术，由标注句子中某些短语为给定谓词的论元 (语义角色) ，如施事、受事、时间和地点等。其能够对问答系统、信息抽取和机器翻译等应用产生推动作用。
此用於找到句子的含義，檢測句子的謂語或動詞相關的引數，以及如何被分類到其特定角色中。舉例來說，「瑪麗把書賣給了約翰」這句話。 代理人是「瑪麗」，謂詞是「已售」（或者更確切地說，「出售」），主題是「書」，接收者是「約翰」。 另一個例子是，「這本書屬於我」需要兩個標籤，如「被擁有」和「擁有者」，而「這本書被賣給了約翰」需要另外兩個標籤，如主題和接收者，儘管這兩個條款與「主題（subject）」和「客體（object）」功能相似。

## 引用來源
1. ↑  Laux, Michael. . SunJackson Blog. 2019-01-13  [2020-12-08]. （原始内容存档于2024-09-27） （中文（简体））.

## 外部參考
- 语言云